# Diplotaxis macronycha
Diplotaxis macronycha är en skalbaggsart som beskrevs av Henry Clinton Fall 1909. Diplotaxis macronycha ingår i släktet Diplotaxis och familjen Melolonthidae. Inga underarter finns listade i Catalogue of Life.